# Distrito de Bourges
El distrito de Bourges es un distrito (en francés arrondissement) de Francia, que se localiza en el departamento de Cher, de la región Centro (en francés Centre). Cuenta con 16 cantones y 131 comunas.

## División territorial

### Cantones
Los cantones del distrito de Bourges son:
1. Cantón de Les Aix-d'Angillon
2. Cantón de Baugy
3. Cantón de Bourges-1
4. Cantón de Bourges-2
5. Cantón de Bourges-3
6. Cantón de Bourges-4
7. Cantón de Bourges-5
8. Cantón de Chârost
9. Cantón de Henrichemont
10. Cantón de Léré
11. Cantón de Levet
12. Cantón de Saint-Doulchard
13. Cantón de Saint-Martin-d'Auxigny
14. Cantón de Sancergues
15. Cantón de Sancerre
16. Cantón de Vailly-sur-Sauldre

### Comunas
| 1. Achères (18001)                  | 2. Les Aix-d'Angillon (18003)        | 3. Allogny (18004)                  | 4. Annoix (18006)                      |
| 5. Argenvières (18012)              | 6. Arçay (18008)                     | 7. Assigny (18014)                  | 8. Aubinges (18016)                    |
| 9. Avord (18018)                    | 10. Azy (18019)                      | 11. Bannay (18020)                  | 12. Barlieu (18022)                    |
| 13. Baugy (18023)                   | 14. Beffes (18025)                   | 15. Belleville-sur-Loire (18026)    | 16. Bengy-sur-Craon (18027)            |
| 17. Boulleret (18032)               | 18. Bourges (18033)                  | 19. Brécy (18035)                   | 20. Bué (18039)                        |
| 21. La Chapelle-Montlinard (18049)  | 22. La Chapelle-Saint-Ursin (18050)  | 23. La Chapelotte (18051)           | 24. Charentonnay (18053)               |
| 25. Chassy (18056)                  | 26. Chaumoux-Marcilly (18061)        | 27. Chârost (18055)                 | 28. Civray (18066)                     |
| 29. Concressault (18070)            | 30. Couargues (18074)                | 31. Couy (18077)                    | 32. Crosses (18081)                    |
| 33. Crézancy-en-Sancerre (18079)    | 34. Dampierre-en-Crot (18084)        | 35. Farges-en-Septaine (18092)      | 36. Feux (18094)                       |
| 37. Fussy (18097)                   | 38. Gardefort (18098)                | 39. Garigny (18099)                 | 40. Groises (18104)                    |
| 41. Gron (18105)                    | 42. Henrichemont (18109)             | 43. Herry (18110)                   | 44. Humbligny (18111)                  |
| 45. Jalognes (18116)                | 46. Jars (18117)                     | 47. Jussy-Champagne (18119)         | 48. Jussy-le-Chaudrier (18120)         |
| 49. Lapan (18122)                   | 50. Laverdines (18123)               | 51. Levet (18126)                   | 52. Lissay-Lochy (18129)               |
| 53. Lugny-Champagne (18132)         | 54. Lunery (18133)                   | 55. Léré (18125)                    | 56. Mareuil-sur-Arnon (18137)          |
| 57. Marmagne (18138)                | 58. Marseilles-lès-Aubigny (18139)   | 59. Menetou-Râtel (18144)           | 60. Menetou-Salon (18145)              |
| 61. Montigny (18151)                | 62. Morogues (18156)                 | 63. Morthomiers (18157)             | 64. Moulins-sur-Yèvre (18158)          |
| 65. Ménétréol-sous-Sancerre (18146) | 66. Neuilly-en-Sancerre (18162)      | 67. Neuvy-Deux-Clochers (18163)     | 68. Nohant-en-Goût (18166)             |
| 69. Le Noyer (18168)                | 70. Osmoy (18174)                    | 71. Parassy (18176)                 | 72. Pigny (18179)                      |
| 73. Plaimpied-Givaudins (18180)     | 74. Plou (18181)                     | 75. Poisieux (18182)                | 76. Primelles (18188)                  |
| 77. Précy (18184)                   | 78. Quantilly (18189)                | 79. Rians (18194)                   | 80. Saint-Ambroix (18198)              |
| 81. Saint-Bouize (18200)            | 82. Saint-Caprais (18201)            | 83. Saint-Céols (18202)             | 84. Saint-Doulchard (18205)            |
| 85. Saint-Florent-sur-Cher (18207)  | 86. Saint-Georges-sur-Moulon (18211) | 87. Saint-Germain-du-Puy (18213)    | 88. Saint-Just (18218)                 |
| 89. Saint-Léger-le-Petit (18220)    | 90. Saint-Martin-d'Auxigny (18223)   | 91. Saint-Martin-des-Champs (18224) | 92. Saint-Michel-de-Volangis (18226)   |
| 93. Saint-Palais (18229)            | 94. Saint-Satur (18233)              | 95. Saint-Éloy-de-Gy (18206)        | 96. Sainte-Gemme-en-Sancerrois (18208) |
| 97. Sainte-Lunaise (18222)          | 98. Sainte-Solange (18235)           | 99. Saligny-le-Vif (18239)          | 100. Sancergues (18240)                |
| 101. Sancerre (18241)               | 102. Santranges (18243)              | 103. Saugy (18244)                  | 104. Savigny-en-Sancerre (18246)       |
| 105. Savigny-en-Septaine (18247)    | 106. Senneçay (18248)                | 107. Sens-Beaujeu (18249)           | 108. Soulangis (18253)                 |
| 109. Soye-en-Septaine (18254)       | 110. Le Subdray (18255)              | 111. Subligny (18256)               | 112. Sury-en-Vaux (18258)              |
| 113. Sury-près-Léré (18257)         | 114. Sury-ès-Bois (18259)            | 115. Sévry (18251)                  | 116. Thauvenay (18262)                 |
| 117. Thou (18264)                   | 118. Trouy (18267)                   | 119. Vailly-sur-Sauldre (18269)     | 120. Vasselay (18271)                  |
| 121. Veaugues (18272)               | 122. Verdigny (18274)                | 123. Vignoux-sous-les-Aix (18280)   | 124. Villabon (18282)                  |
| 125. Villegenon (18284)             | 126. Villeneuve-sur-Cher (18285)     | 127. Villequiers (18286)            | 128. Vinon (18287)                     |
| 129. Vorly (18288)                  | 130. Vornay (18289)                  | 131. Étréchy (18090)                |                                        |